# Дакка (округ)
Дакка (бенг. ঢাকা জেলা, англ. Dhaka District) — округ в центральной части Бангладеш, в области Дакка. Образован в 1772 году. Административный центр — город Дакка. Площадь округа — 1464 км². По данным переписи 2001 года население округа составляло 7 996 000 человек. Уровень грамотности взрослого населения составлял 53,9 %, что выше среднего уровня по Бангладеш (43,1 %). 92,72 % населения округа исповедовало ислам, 6,5 % — индуизм.

## Административно-территориальное деление
Округ состоит из 5 подокругов.
Подокруга (центр)
1. Дхамрай (Дхамрай)
2. Дохар (Дохар )
3. Керанигандж (Керанигандж)
4. Навабгандж (Навабгандж)
5. Савар (Савар)

Муниципальные корпорации
1. Северная Дакка
2. Южная Дакка